# Dimophora punctifera
Dimophora punctifera là một loài tò vò trong họ Ichneumonidae.